# Coudres
 Coudres  là một xã thuộc tỉnh Eure trong vùng Normandie miền bắc nước Pháp.